# ソロモン・イブン・ガビーロール

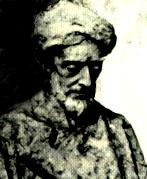
ソロモン・イブン・ガビーロール

ソロモン・ベン・イェフダー・イブン・ガビーロール（רבי שלמה אִבְּן גַּבִּירוֹל (rabbi Šlomoh ben Yehudhah ibn Gabirol), Solomon ben Yehuda ibn Gabirol, ラテン語 Avicebron, Avencebrol, 1021年/1022年頃　マラガ - 1058年/1070年頃　バレンシア）はスペインのユダヤ教徒の詩人・新プラトン主義哲学者。
ベン・ガビーロール、アヴィケブロンとも呼ばれる。

## 思想
新プラトン主義の哲学者として、プロティノスと同じく流出説をとり、「最高の原理である神の意志から、知性、世界精神、自然の順に流出する」とした。彼は、神を除いてあらゆる存在者は質料と形相によって合成されていると考えた。この命題を初めて唱えた人として西方では有名になる。ここでいう質料とは必ずしも物体を意味するのではなく、単に現実態に対して可能態を指すものである。神に劣るすべてのものは、純粋な現実態ではありえない。有限の存在は常に幾分かの可能態が混合しており、この可能態はまさしくその有限なる存在の質料であって、もろもろの知性や人間の魂の精神的な質料から物体の粗雑な質料に到るまで、段階を追って不完全になっていくのである。これはフランシスコ学派の神学者たちが主張し、トマス・アクィナスが反対した説であった。

## 影響
アラビア語の著作は、言語に通じていたユダヤ教徒によってラテン語に訳され、中世ヨーロッパ思想界に大きな影響を与えた。一方、ユダヤ人の間では翻訳家のサムエル・イブン・ティボン（Samuel ibn Tibbon）や哲学者のマイモニデスがまったくその存在を知らなかったと思われるほどに忘れ去られる。現在、ユダヤ教の立場からは、ガビーロールはユダ・ハレヴィと同じく「神秘家」に分類されている。
著作はアラビア語による「生命の源 Yanbū‘l-Chayāh」などが有名である。「生命の源」は1150年以降ラテン語訳された。
抒情詩はユダヤ教の典礼の中に残り、「罪の告白」で終わる聖歌「Keter malkut（王冠）」はヨーム・キップールの日の礼拝において唱えられている。
虚弱体質であったと伝えられている。世にも珍しい女性型のゴーレムを、召使いとして作成したという逸話があり、この話を聞いた王がガビーロールを罰しようと喚問した時、彼は王の目の前でこれを分解し、再び組み立てたという。